# Tipula (Formotipula) sciariformis
Tipula (Formotipula) sciariformis is een tweevleugelige uit de familie langpootmuggen (Tipulidae). De soort komt voor in het Oriëntaals gebied.